# های فالز (دوپونت)
آبشارهای (دوپونت) (به انگلیسی: High Falls (DuPont State Forest)) آبشاری است که در کارولینای شمالی، ایالات متحده آمریکا واقع شده و ارتفاع کلی ریزشگاه آن ۱۲۵ فوت (۳۸ متر) است.